# Leefbaar Nederland

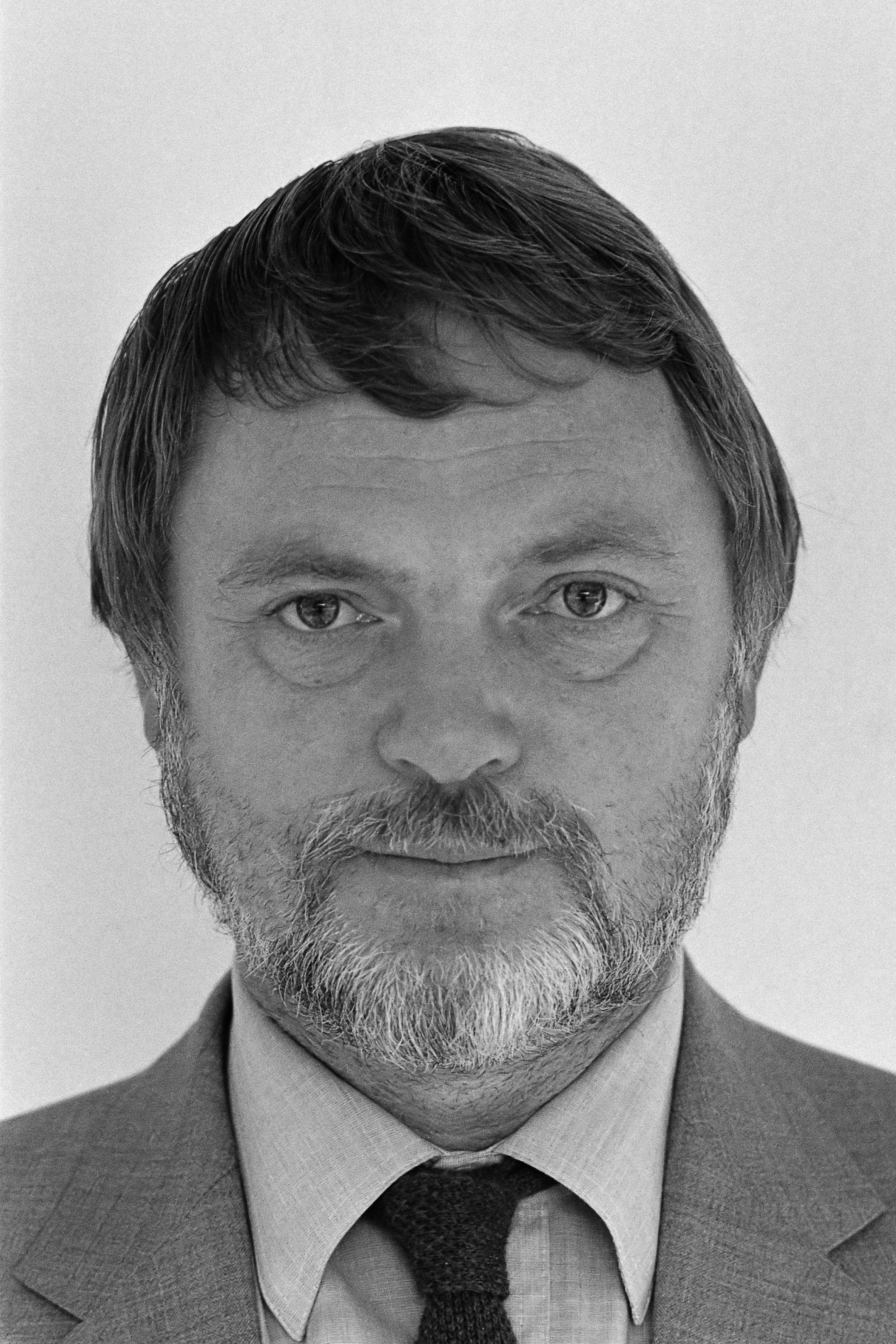
Jan Nagel, 1983, der 1999 der erste Parteivorsitzende von Leefbaar Nederland wurde

 Leefbaar Nederland – LN („Lebenswerte Niederlande“) war eine niederländische Partei, die am 25. März 1999 gegründet wurde. Ursprünglich eher liberal und auf der kommunalen Ebene verwurzelt, nahm die Bewegung später rechtspopulistische Gedanken auf. 2001/2002 war ihr Spitzenkandidat für kurze Zeit Pim Fortuyn. 2006 wurde sie aufgelöst.
Die als Graswurzelbewegung entstandene Bewegung war zunächst auf lokaler Ebene entstanden. Gründer der Partei auf nationaler Ebene waren unter anderem der Vorsitzende von Leefbaar Hilversum, Jan Nagel, der auch erster Vorsitzender von Leefbaar Nederland wurde, der Sänger Henk Westbroek und der Rundfunkmoderator Willem van Kooten.
Am 27. Juli 2006 wurde bekannt, dass die Partei an den Wahlen der Zweiten Kammer von 2006 nicht teilnimmt und aufgelöst wird. Grund war eine Überschuldung der Partei. Lokalparteien wie Leefbaar Hilversum, Leefbaar Utrecht, Leefbaar Rotterdam oder Leefbaar Delft gibt es weiterhin.

## Ziele
Ursprünglich hatte die Partei kein klares politisches Profil, sondern war als bürgerliche Protestbewegung entstanden, die mit der festgefahrenen Politik auf nationaler Ebene und den sich zunehmend verschlechternden Arbeits- und Lebensbedingungen unzufrieden war. Die Aktionen dieser kleinen kommunalen Stadtparteien oder Bürgergruppen waren gelegentlich links, doch meistens deutlich rechtsauslegend, blieben insgesamt diffus und waren in den verschiedenen Kommunen unterschiedlich erfolgreich.
Die Proteste drehten sich hauptsächlich darum, Politik wieder „in die Hände des Volkes“ zu legen und den Bürgern direkten Einfluss auf die Regierung zu ermöglichen, was die etablierten Parteien ihnen genommen habe. Wie die aristokratisch-bürgerliche Elite des 18. Jahrhunderts die politische Ämter unter sich aufgeteilt hätten, die „Regenten“, so täten dies heutzutage die Berufspolitiker der etablierten Parteien. Um dieses „Parteienkartell“ zu brechen, wollte Leefbaar Nederland den Bürgern die Möglichkeit geben, ihre Bürgermeister und den Ministerpräsidenten direkt zu wählen. Außerdem sollten Gesetze durch Volksabstimmungen korrigiert werden können.
Allerdings waren diese Forderungen in den Niederlanden nicht ganz neu; sie wurden schon von Democraten 66 thematisiert und teilweise auch von GroenLinks. Leefbaar Nederland wollte aber nicht den Linksparteien zugerechnet werden und strebte auch an, „die Berufspolitiker“ und „alle Bürokraten“ zu „entmachten“ sowie die Asylpolitik zu reformieren.

## Pim Fortuyn

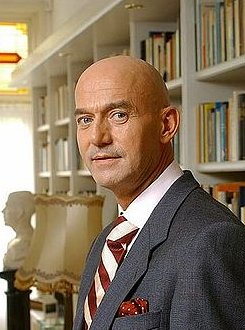
Pim Fortuyn, von November 2001 bis Februar 2002 Spitzenkandidat der Partei

Programm und Aktivitäten von Leefbaar Nederland blieben oft unbeholfen und vergleichsweise zurückhaltend, denn der Partei fehlte eine publikumswirksame Zentralfigur. Jan Nagel hatte aber lange genug im Fernsehgeschäft gearbeitet, um zu wissen, welche Eigenschaften eine solche Person haben musste und wie sie zu finden war. Im August 2001 fand er den charismatischen Pim Fortuyn, der schon auf dem Parteitag von November 2001 zum Spitzenkandidaten gewählt wurde.
Dieser radikalisierte das Parteiprogramm. Er verband die Kritik am politischen System mit Angriffen auf die niederländische Asyl- und Einwanderungspolitik und gegen die Grundsätze des Poldermodells: Eine moderne, dynamische und weltoffene Ökonomie wie die der Niederlande benötige keinen altmodischen „Korporatismus“. Arbeitnehmer würden ohne „paternalistische Intervention“ der Gewerkschaften ihre Rechte besser selber vertreten, da diese sich den Eliten der Arbeitgeberverbände und Karrierepolitiker angeschlossen hätten, die sich nur noch um sich selbst und nicht mehr um die wirklichen Probleme des Volkes kümmerten. Dies zeige sich besonders in der Asyl- und Einwanderungspolitik. Durch die mangelhafte Integration der Ausländer sei es in den Großstädten zu Unsicherheit, Verfremdung und Verwahrlosung gekommen, jede Diskussion darüber werde von „der Elite“ jedoch tabuisiert. Wer derlei Missstände anpragere, werde von den (von „der Elite“ ebenso beherrschten) Medien als Rechtsextremist beschimpft und mundtot gemacht.
Um dieses Tabu zu brechen, müsse Artikel 1 der niederländischen Verfassung gestrichen werden, der Diskriminierung verbietet und es ihm beispielsweise erschwere, den Islam als eine rückständige Kultur zu bezeichnen, während umgekehrt ein Muslim ungestraft sagen könne, Homosexuelle seien weniger wert als Schweine.
Diese Äußerungen Fortuyns waren nicht mit der Parteiführung abgesprochen, und es kam zum Bruch. Andere Parteien kritisierten Fortuyn lautstark, während die Popularität Fortuyns bei Teilen der Bevölkerung stieg. Danach fand Leefbaar Nederland nur mit Mühe einen neuen Spitzenkandidaten: Fred Teeven, einen Staatsanwalt, der sich zwar als Kriminalitätsbekämpfer einen gewissen Namen gemacht hatte, aber kein Charisma besaß.

## Wahlen

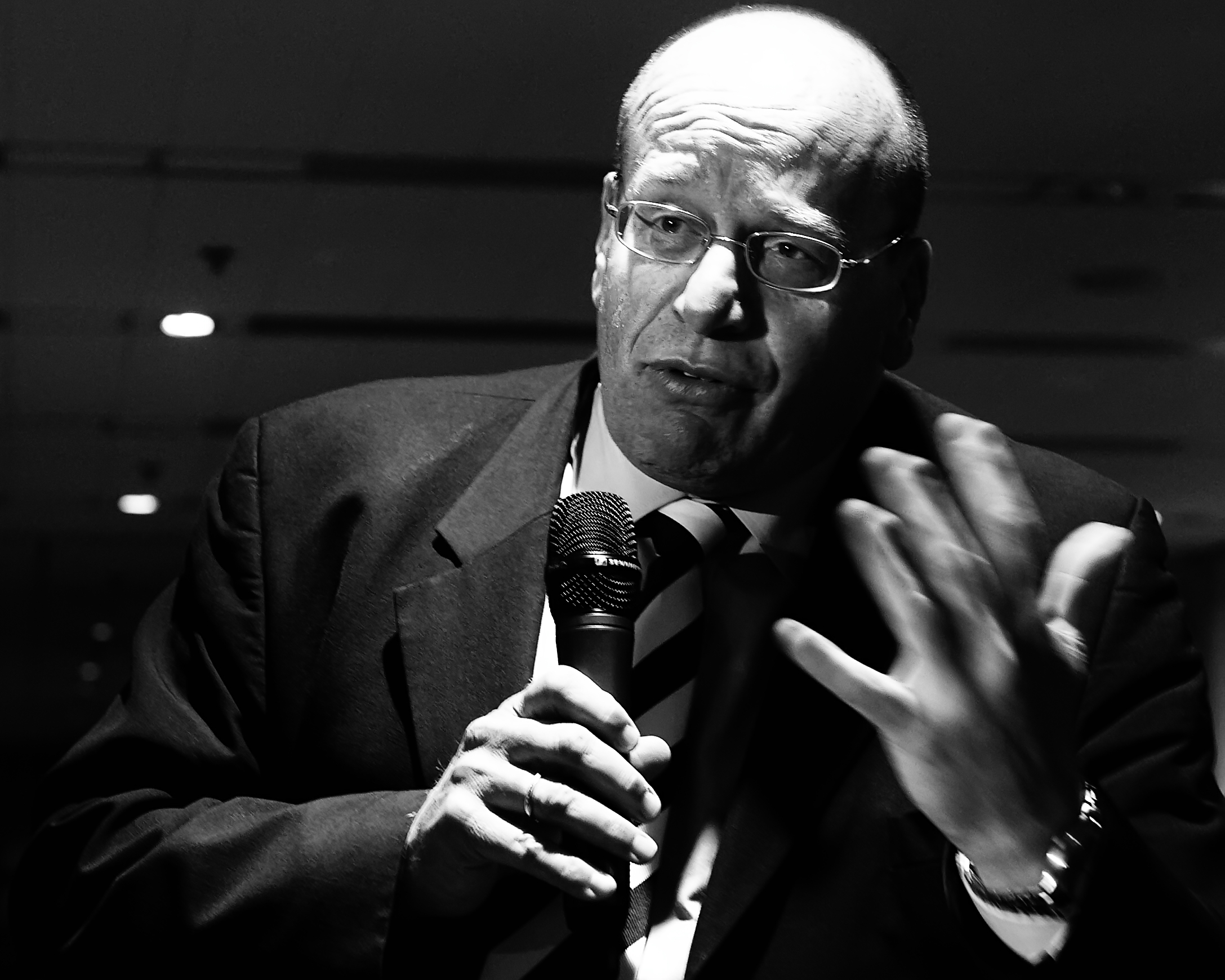
Fred Teeven war 2002/2003 der Fraktionsvorsitzende von LN; später ging er wieder zur Volkspartij voor Vrijheid en Democratie zurück und wurde Staatssekretär für Justiz und Sicherheit.

Bei den Wahlen zur Zweiten Kammer vom Mai 2002 konnte die Partei trotz des vielversprechenden Wahlkampfes nur zwei Sitze erringen. Gleichzeitig verlor Leefbaar Nederland Dreiviertel seiner Anhänger. Fortuyn hingegen hatte seine beeindruckenden Umfrageergebnisse mitgenommen zu seiner eilig gegründeten eigenen Partei, Lijst Pim Fortuyn. Diese erzielte, trotz der Ermordung Fortuyns kurz vor der Wahl, aus dem Stand heraus das zweitbeste Ergebnis aller Parteien.
Vor den Wahlen zur Zweiten Kammer vom Januar 2003 entstand erneut Unruhe in Leefbaar Nederland, als die Parteiführung unerwartet Emile Ratelband als neuen Spitzenkandidaten vorschlug. Fred Teeven zog sich aus der Partei zurück, und auf einem tumultuös verlaufenden Parteitag wurde schließlich die erst 22-jährige Haitske van der Linde als Spitzenkandidatin gewählt. Bei den Wahlen verlor die Partei ihre beiden Sitze, wonach es schließlich immer stiller um sie wurde. In der Ersten Kammer war Leefbaar Nederland nie vertreten gewesen.
An den nationalen Parlamentswahlen 2006 hat sich Leefbaar Nederland nicht mehr beteiligt.